# Wola (ort i Mali)
Wola är en ort i Mali.   Den ligger i regionen Sikasso, i den sydvästra delen av landet, 180 km sydost om huvudstaden Bamako. Wola ligger 330 meter över havet och antalet invånare är 10 158.
Terrängen runt Wola är platt. Runt Wola är det ganska glesbefolkat, med 25 invånare per kvadratkilometer. Det finns inga andra samhällen i närheten. Omgivningarna runt Wola är en mosaik av jordbruksmark och naturlig växtlighet.